# Josh Henderson
Joshua Baret "Josh" Henderson, född 25 oktober 1981 i Dallas, Texas, är en amerikansk skådespelare och sångare.
Han spelade Austin McCann i TV-serien Desperate Housewives och har även spelat rollen som John Ross Ewing III i den nya versionen av TV-serien Dallas. Han blev först känd från sin framträdande på sångtävlingen Popstars 2, där han var en av vinnarna som valts ut för att vara medlem i popgruppen "Scene 23".

## Film och TV-serier
- 2006-2007 – Desperate Housewives (TV-serie)
- 2012-2014 – Dallas (TV-serie)
- 2017-2018 – The Arrangement (TV-serie)